# Antonio Martínez Viérgol
Antonio Martínez Viérgol (Madrid, 8 de noviembre de 1872-Buenos Aires, 25 de mayo de 1935) fue un dramaturgo, poeta y periodista español, que usó a veces en sus colaboraciones periodísticas el seudónimo El Sastre del Campillo.

## Biografía
Colaboró en la revista ¡Alegría!
Se inició en el teatro con la comedia lírica Ruido de campanas (1907) y la zarzuela Las bribonas (1908); en 1915 marchó a Argentina, donde obtuvo grandes éxitos con piezas como La Europea de José Padilla, La cupletista y el torero, La raza latina, La barbarie moderna, La estrella de España, Los dos rivales, La señiorita núm. 13, La piba de León VIII, Los hijos del biógrafo, La copa de chamapaña, La revista del Cervantes, El nene, Las malas mujeres y Los reyes de la jota, entre muchas otras. Casi todas sus obras incluían canciones que él mismo escribía, en su mayoría en colaboración con el maestro Manuel Jovés; la mayoría eran tonadillas y cuplés, pero también compuso tangos que han quedado en la historia del género, como Rosa de fuego, Una más y Loca, esta última grabada por el propio Carlos Gardel.